# Silvana Giorgetti
Silvana Giorgetti (Roma, 5 luglio 1922 – Roma, 18 giugno 2005) è stata una scrittrice italiana.

## Biografia
Nata e vissuta a Roma, dove è morta il 18 giugno 2005. Frequentò l'Università di Napoli ed esordì nella narrativa pubblicando la raccolta di racconti Il giocatore del silenzio, con cui si aggiudicò un premio minore al Viareggio del 1954 e fu segnalata al Premio Napoli; seguirono nel 1961 il romanzo storico Gli eredi di Abele, nel 1972 il romanzo-diario America postuma, ambientato nell'America degli anni cinquanta, e nel 1987 La moglie di Loth. Nel 1978 il romanzo inedito Quelli vestiti di stole bianche fu finalista alla tredicesima edizione del Premio L'inedito.
Francesco Flora ha descritto Silvana Giorgetti con queste parole:
(Francesco Flora)

## Opere
- Silvana Giorgetti, Il giocatore del silenzio, Bologna, Cappelli, 1954.
- Silvana Giorgetti, Gli eredi di Abele, Milano, Ceschina, 1961.
- Silvana Giorgetti, L'uomo di Baschi, in Armando Lodolini (a cura di), Il ferroviere realtà e mito, Roma, Centro Editoriale d'Iniziativa, 1961.
- Silvana Giorgetti, America postuma, Roma, Carte segrete, 1972.
- Silvana Giorgetti, La squalifica di Danny Adams, in Giuseppe Brunamontini (a cura di), Racconti di sport, Milano, Garzanti, 1974.
- Silvana Giorgetti, La moglie di Loth, Roma, Edizioni del Giano, 1987.